# Bavar-373
Бавар-373 (перс. باور-۳۷۳, що означає Віра і 373) — іранська автомобільна зенітна ракетна система великої дальності, представлена в серпні 2016 року Іран описує її як конкурента з ракетною системою С-300. Виготовляє Міністерство оборони Ірану у співпраці з невизначеними місцевими виробниками та університетами.
Система була офіційно представлена під час церемонії, на якій був присутній президент Ірану Хасан Рухані 22 серпня 2019 року, і того ж дня була оголошена працездатною.

## Історія
Після заборони Росії на експорт С-300 до Ірану (яка була знята в 2015 році) Іран вирішив розробити подібну систему всередині країни: «Ми планували побудувати зенітно-ракетну систему великої дальності, подібну до С-300. З Божою милістю та зусиллями іранських інженерів ми досягнемо самодостатності в цьому відношенні».
Пізніше з'ясувалося, що назва системи буде Bavar 373. Бавар, що означає «віра», а 373 — число Абджад імені пророка Мухаммеда. Фарзад Есмаелі, командир бази Хатам-ол-Анбіа, заявив іранським ЗМІ, що розробка цієї системи почалася за прямим наказом верховного лідера аятоли Хаменеї, коли була оприлюднена перша інформація про скасування контракту на С-300, а іранський персонал все ще проходив навчання в Росії на ньому. Він сказав, що проект знаходиться на стадії розробки прототипу і що він не постраждає від слабких місць С-300. Він продовжив, що в галузі виявлення та радарів було досягнуто дуже хорошого результату, і міністерство оборони працювало над двома-трьома ракетами для кожної різної дальності та висоти. За його словами, проект завершений, всі деталі будуть виготовлятися всередині країни, і він має хорошу здатність виявляти та перехоплювати ворожу авіацію. За даними іранських військових джерел, ця система набагато ефективніша, ніж С-300П.
Перший прототип був побудований 22 листопада 2011 року Іран оголосив, що система була розроблена та побудована міністерством оборони, вітчизняною промисловістю та деякими іранськими університетами. Есмаелі сказав, що Іран більше навіть не думає про С-300, оскільки Bavar-373 є набагато боєздатнішим. Іранські джерела припускають, що Bavar 373 буде мобільним, з чотирма ракетами, завантаженими на кожну мобільну пускову установку.
Міністерство оборони Ірану має оснастити Збройні сили країни новою системою протиповітряної оборони великої дальності до 21 березня 2013 року, заявив високопоставлений іранський військовий чиновник у суботу, 25 серпня 2012 року. 3 вересня 2012 року Фарзад Есмаїлі заявив, що зараз розробка системи завершена на 30 відсотків. 1 січня 2013 року той же командир повідомив, що підсистеми домашньої системи протиповітряної оборони проходять лабораторні випробування.
Есмаїлі оновив свою оцінку в лютому 2014 року і сказав, що система буде готова до кінця 2015 року.
21 серпня 2016 року Іран показав компоненти Bavar-373. За словами Janes International: «Бавар-373, показаний 21 серпня, безсумнівно, є унікальною іранською системою, яка, схоже, відображає великі інвестиції в її здатність розробляти радари з фазованими решітками». Система показує вертикальну прямокутну пускову коробку з деталями, що вказують на систему гарячого запуску, на відміну від холодного запуску, який використовується в системі, наприклад С-300.
16 серпня 2019 року Міністерство оборони Ірану заявило, що Bavar 373 готовий до доставки іранським збройним силам. 22 серпня 2019 року Іран представив Bavar-373 під час церемонії в присутності президента Хасана Рухані, міністра оборони бригадного генерала Аміра Хатамі та інших високопоставлених військових. За словами глави оборони -373 «може виявляти цілі або літаки на відстані понад 300 км, захоплювати їх приблизно на 250 км і знищувати на 200 км». Наприкінці жовтня 2020 року Іран вперше застосував свою власну систему протиракетної оборони «Бавар-373» у спільних навчаннях протиповітряної оборони під кодовою назвою «Вартові неба-99».
У квітні 2022 року з'явилися повідомлення, які стверджували, що Іран передав Росії систему Bavar-373 для використання під час російського вторгнення в Україну.

## Дизайн

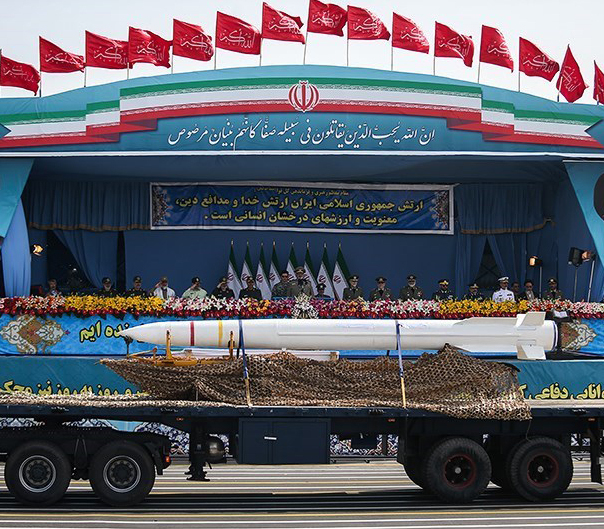
Бавар-373 демонструється перед президентом Ірану Хасаном Рухані під час Дня армії Ісламської Республіки Іран

У квітні 2015 року Іран представив деякі підсистеми Bavar, які включають систему управління Fakour і розумну систему управління, яка має можливість збирати інформацію з усіх джерел, що стосуються протиповітряної оборони, включаючи пасивні та активні військові радари (наприклад, Mersad), спостереження за сигналами, ракетні комплекси та системи управління та управління.
Bavar-373 буде використовувати ракети Sayyad-4, які містяться в двох прямокутних пускових контейнерах. Офіційної інформації про цю ракету не надано, але з новинних фотографій видно, що Sayyad-4 схожий на Sayyad-3 за крилами та поверхнями керування, але він незначно відрізняється за формою «лоба».
Пакети з ракетами Sayyad-4 перевозять на вантажівці Zoljanah 10×10.
Bavar-373 використовує радар з фазованою решіткою для відстеження аеродинамічних цілей і балістичних ракет на середніх і великих дальності, встановлений на важкій вантажівці ZAFAR. Одним із радарів, які використовуються в Bavar-373, є Meraj-4 (Ascension), фазована радіолокаційна решітка з дальністю дії 450 km, який використовує методи нечіткої логіки для виявлення цілей. Meraj може відстежувати до 200 цілей одночасно.

## Технічні характеристики
Система Bavar 373 здатна виявляти до 100 цілей, відстежувати 60 з них і одночасно вражати шість.
У Bavar є радар для виявлення S-діапазону та радар керування вогнем (коротшої дальності) X-діапазону для наведення ракети. Обидва є активними радарами з електронним скануванням.
Бавар може вражати цілі на висоті до 30 кілометрів.

## Варіанти
У коментарі в телеінтерв'ю, яке відбулося в серпні 2021 року, колишній глава Аерокосмічної організації Міністерства оборони Ірану бригадний генерал Махді Фарахі сказав, що місцеві експерти розробляють нове покоління Bavar-373. Генерал Фарахі додав, що остання версія Bavar-373, яка буде представлена незабаром, має можливості, які перевершують С-400. Він зазначив, що Іран досягає успіхів у галузі протиракетної оборони і може досягти значного прогресу в цій галузі. Генерал підкреслив досягнення Ісламської Республіки у виробництві ракет, сказавши, що країна виготовила спеціальне рідке паливо для ракет, яке настільки ж довговічне, як і тверде паливо, що дозволяє зберігати снаряди тривалий час.
AD-200 — експортна версія Bavar 373.

## Оператори
- Іран — Сили протиповітряної оборони Ісламської Республіки Іран
- Росія — повідомляється, що влада Тегерана подарувала Москві ракетний комплекс Bavar 373.[30]